# Алан Гардінер
Сер Алан Гендерсон Ґардінер (англ. Sir Alan Henderson Gardiner; 29 березня 1879, Лондон — 19 грудня 1963, Оксфорд) — англійський єгиптолог і мовознавець.

## Життєпис
Народився у приміському районі «Елтгем» боро «Гринвіч» на південному сході Лондону.
Навчався в Школі Чартергаус. Він здобув освіту в школі «Темпл Грув» (англ. Temple Grove School), в Чартергауській школі і в Оксфордському королівському коледжі (м. Оксфорд); пізніше він був учнем відомого єгиптолога Курта Генріха Зете у м. Берліні.
Ґардінер зробив великий внесок в теорію єгипетської мови. Створена ним «Граматика середньоєгипетської мови» до сих пір залишається стандартною довідковою граматикою. Спираючись на досягнення представників берлінської єгиптологічної школи: Адольфа Ермана і Курта Зете — Ґардінер систематизував знання про єгипетську мову й видав у 1927 році «Єгипетську граматику», що поєднувала вичерпний граматичний матеріал з доступними поясненнями і навчальними завданнями.
Ґардінер брав активну участь в укладенні фундаментального «Берлінського словника єгипетської мови». Вважаючи одним із головних завдань єгипетської філології тлумачення єгипетських текстів, він видав і прокоментував велику кількість цінних пам'ятників. Його дослідження єгипетських «ономастиконів» (див. «Рамессеумський ономастикон») дозволило визначити значення багатьох єгипетських слів, а також зробило великий внесок у вивчення історичної географії Стародавнього Єгипту.
Окрім спеціально єгиптологічних праць, Ґардінер — автор оригінальних робіт з загального мовознавства.

## Праці
- (англ.)«The Admonitions of an Egyptian Sage from a Hieratic Papyrus in Leiden» (Pap. Leiden 334 recto). Leipzig, 1909 (репринт Hildesheim — Zürich — New York, 1990).
- (англ.)«Notes on the story of Sinuhe». Paris, Librairie Honoré Champion, 1916 (відсканована версія тут онлайн версія[недоступне посилання] — Kelvin Smith Library [Архівовано 2 травня 2016 у Wayback Machine.]).
- (англ.)«Ancient Egyptian Onomastica». Vol. I—III. London, 1947.
- (англ.)«Egyptian Grammar». Being an Introduction to the Study of Hieroglyphs. 3rd Ed., Rev. London: Oxford University Press, 1957 (1-е вид.: 1927). ISBN 0-900416-35-1.
- (англ.)«The Theory of Proper Names»: A Controversial Essay. London; New York: Oxford University Press, 1957.
- (англ.)«A Topographical Catalogue of the Private Tombs of Thebes», with Arthur E.P. Weigall, London, Bernard Quaritch, 1913 (тут онлайн версія).
- (англ.)«New Literary Works from Ancient Egypt», Journal of Egyptian Archaeology 1 (1914), 20-36 and 100—106.
- (англ.)«The Tomb of a much-travelled Theban Official», Journal of Egyptian Archaeology 4 (1917), 28-38.
- (англ.)«On Certain Participial Formations in Egyptian», Rev. ég. N.S. 2/1-2 (1920), 42-55.
- (англ.)«The Eloquent Peasant», JEA 9 (1923), 5-25.
- (англ.)«The Theory of Speech and Language», 1932.
- (англ.)«The Earliest Manuscripts of the Instruction of Amenemmes I», Mélanges Maspero I.2, 479—496. 1934.
- (англ.)«The Ramesseum Papyri». Plates (Oxford 1955).